# ولوکرا
ولوکرا (به انگلیسی: Vellookkara) یک روستا در هند است که در کرالا واقع شده‌است.

## خصوصیات
ولوکرا ۸٬۰۱۹ نفر جمعیت دارد.